# Kantola
Kantola is een gehucht binnen de Finse gemeente Enontekiö. Het dorpje ligt als een aantal zijstraten van de Europese weg 8 langs die weg. Het gehucht is nauwelijks herkenbaar vanaf de weg; de huizen en straten liggen over meer dan een kilometer verspreid. Het dorp komt nauwelijks voor op (elektronische) landkaarten, wel op de kaart van Eniro (zie externe link). Het dorp wordt echter genoemd in documenten inzake de bibliotheekbus, die het dorp aandoet (2007) en in een opgave inwonersaantal omgeving Kaaresuvanto. Het dorp zal minder dan 10 inwoners hebben.